# 北漢普頓 (伊利諾伊州)
北漢普頓（英語：North Hampton）是位於美國伊利諾伊州皮奧里亞縣的一個非建制地區。該地的面積和人口皆未知。

## 地理
北漢普頓的座標為40°55′52″N 89°32′20″W / 40.93111°N 89.53889°W，而該地的平均海拔高度為162米（即531英尺）。